# Hecatera angustefasciata
Hecatera angustefasciata là một loài bướm đêm trong họ Noctuidae.